# Cliff Stearns

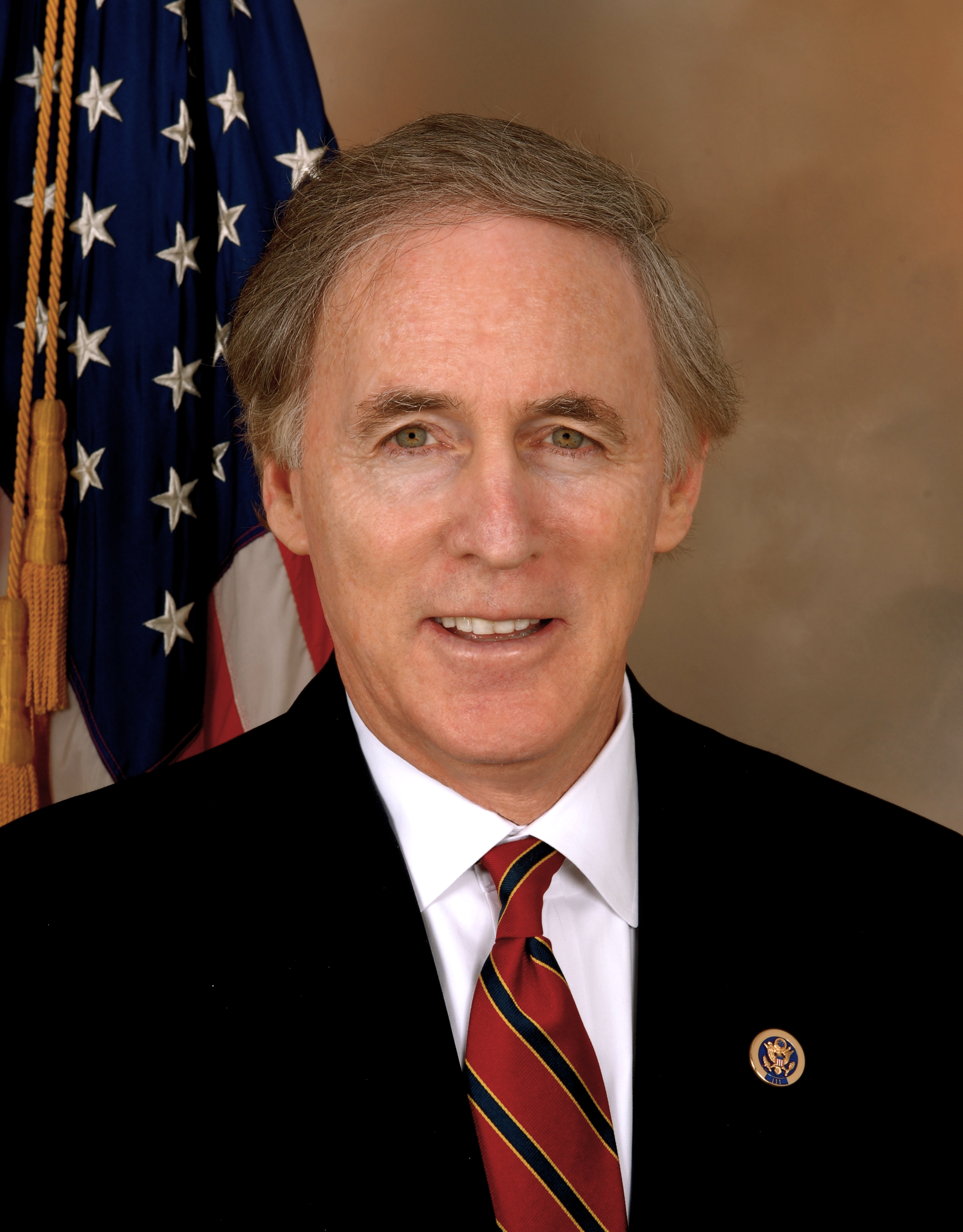
Cliff Stearns

Clifford Bundy „Cliff“ Stearns (* 16. April 1941 in Washington, D.C.) ist ein US-amerikanischer Politiker. Zwischen 1989 und 2013 vertrat er den Bundesstaat Florida im US-Repräsentantenhaus.

## Werdegang
Cliff Stearns besuchte zwischen 1946 und 1952 die Hearst Elementary School und danach bis 1959 die Woodrow Wilson High School in Washington. Anschließend studierte er bis 1963 Elektrotechnik an der George Washington University in der amerikanischen Bundeshauptstadt. Zwischen 1963 und 1967 war er Offizier der US-Luftwaffe, wobei er sich mit der Satellitentechnik befasste. Später betrieb er einige Motels und Restaurant im nördlichen Florida. Außerdem arbeitete er zeitweise als Techniker für die Fernsehanstalt CBS. Für kurze Zeit war er auch in einigen anderen Branchen tätig.
Politisch schloss sich Stearns der Republikanischen Partei an. Bei den Kongresswahlen des Jahres 1988 wurde er im sechsten Wahlbezirk von Florida in das US-Repräsentantenhaus in Washington gewählt, wo er am 3. Januar 1989 die Nachfolge des Demokraten Buddy MacKay antrat. Nach elf Wiederwahlen konnte er bis zum 3. Januar 2013 zwölf Legislaturperioden im Kongress absolvieren. Im November 2010 wurde er mit 71 % der Wählerstimmen bestätigt. In den parteiinternen Vorwahlen des Jahres 2012 unterlag Stearns im dritten Wahlbezirk seines Staates gegen Ted Yoho, der zu seinem Nachfolger im Kongress wurde.
Stearns war Mitglied im Energie- und Handelsausschuss, im Veteranenausschuss sowie in einigen von deren Unterausschüssen. Er ist mit Joan Moore verheiratet, mit der er zwei erwachsene Kinder hat.